# 硫酸镁
硫酸镁（magnesium sulfate），或無水硫酸镁，是一种含镁的化合物，分子式为MgSO4。无水的硫酸镁是一种常用的化学试剂及干燥试剂。其水溶液呈中性。但是硫酸镁常指七水合硫酸镁（MgSO4·7H2O），因为它不容易潮解，比无水硫酸镁更容易秤量，便于在工业中进行的定量控制。

## 起源
硫酸镁起源于埃普索姆，煮沸当地矿泉水的时候生成。此后就从海水中获取。近代，硫酸镁是从诸如泻利盐之类的矿物质中提取的。

## 用途

### 农业
硫酸镁在农业中被用于一种肥料，因为镁是叶绿素的主要成分之一。通常被用于盆栽植物或缺镁的农作物，例如番茄、马铃薯、玫瑰等。硫酸镁比起其他肥料的优点是溶解度较高。

### 畜牧
可以添加在飼料中，作為動物補充鎂元素營養成分。

### 医药
医药中，硫酸镁被用来治疗指甲内翻、高血壓、破傷風、子癲以及當作瀉藥使用。副作用包括脫水、腸胃道潰爛、及中毒。

### 有机化学
无水硫酸镁是一种在有机合成中很常见的干燥剂。当有机相中的硫酸镁饱和后，通过过滤或移注去除硫酸镁。
很多其他的无机盐也被用来作为干燥剂，例如硫酸钠、硫酸钙。

### 其他用途
硫酸镁也被用作浴盐、造紙、炸藥、及瓷器。